# Isabeli Fontana

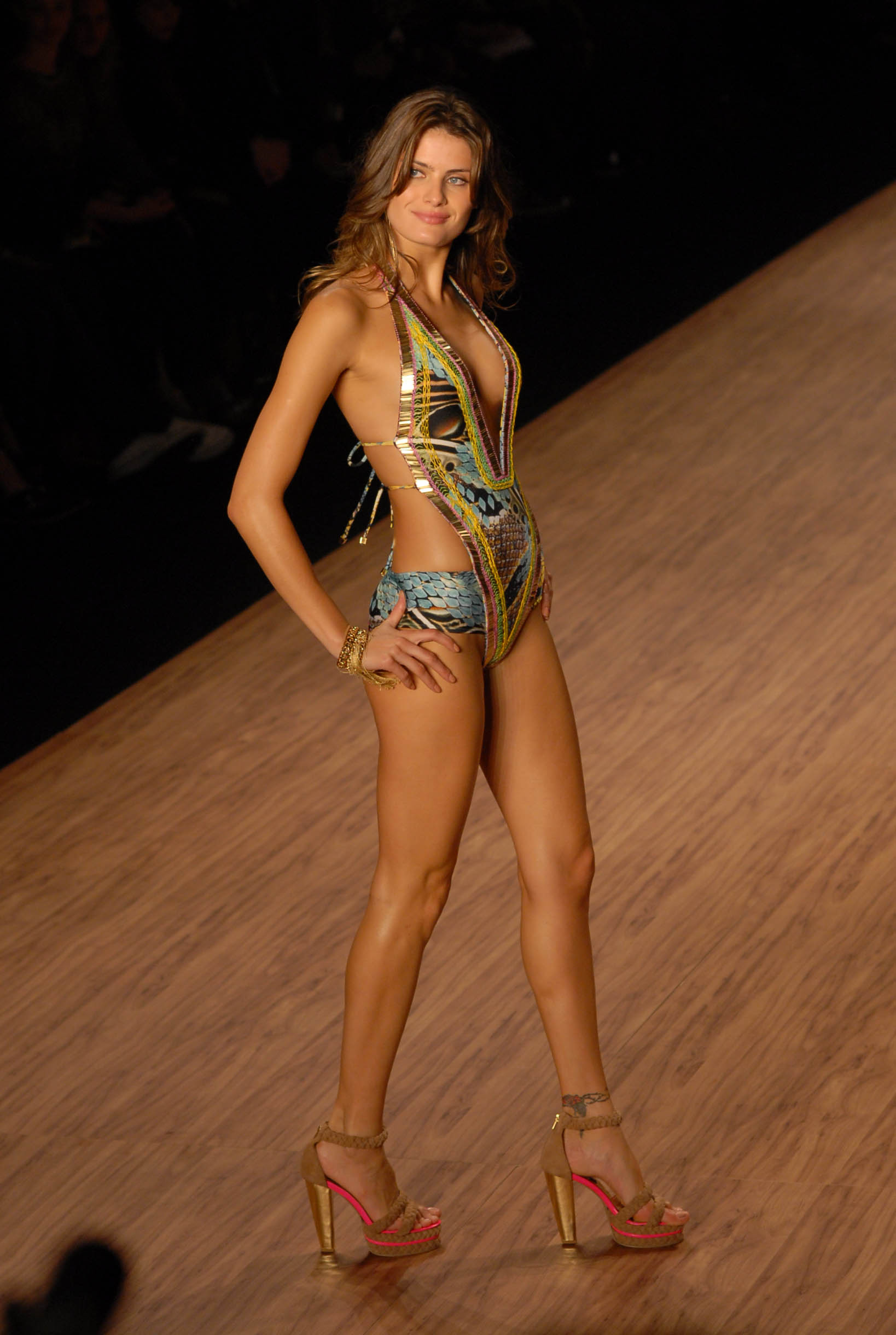
Isabeli Fontana

Isabeli Bergossi Fontana (n. 4 iulie 1983, Curitiba) este un fotomodel brazilian. Fontana ajunge în finală la un concurs de frumusețe organizat în 1996 de Elite Model Look. Poza ei apare în mai multe ediții în Calendarul Pirelli.